# Peter Schorning
Peter Schorning (* 16. Juli 1947 in Essen) ist ein deutscher Schwimmer und Olympiateilnehmer. Er ist 1,86 m groß und wog in seiner aktiven Zeit 89 kg.
Schorning ist Lehrer für Sport und Biologie. Darüber hinaus ist er als Trainer tätig. Ab 1973 arbeitete er für die Schwimmvereinigung Bottrop 1924. Von 2012 bis zum Sommer 2018 war er Cheftrainer der SG Mülheim und seit 2018 bis September 2019 Cheftrainer der SG Oberhausen.

## Olympiateilnahme
Schorning nahm an den Olympischen Spielen 1968 in Mexiko-Stadt teil.
- Über 100 m Freistil scheiterte er schon im Vorlauf.
- Die 4 × 100-m-Freistilstaffel, für die er Startschwimmer war (Besetzung: Peter Schorning, Wolfgang Kremer, Olaf von Schilling und Hans Fassnacht), kam in 3:39,0 min auf Platz 6 (Gold ging an die USA in der Weltrekordzeit von 3:31,7 min).